# قرش ملاك

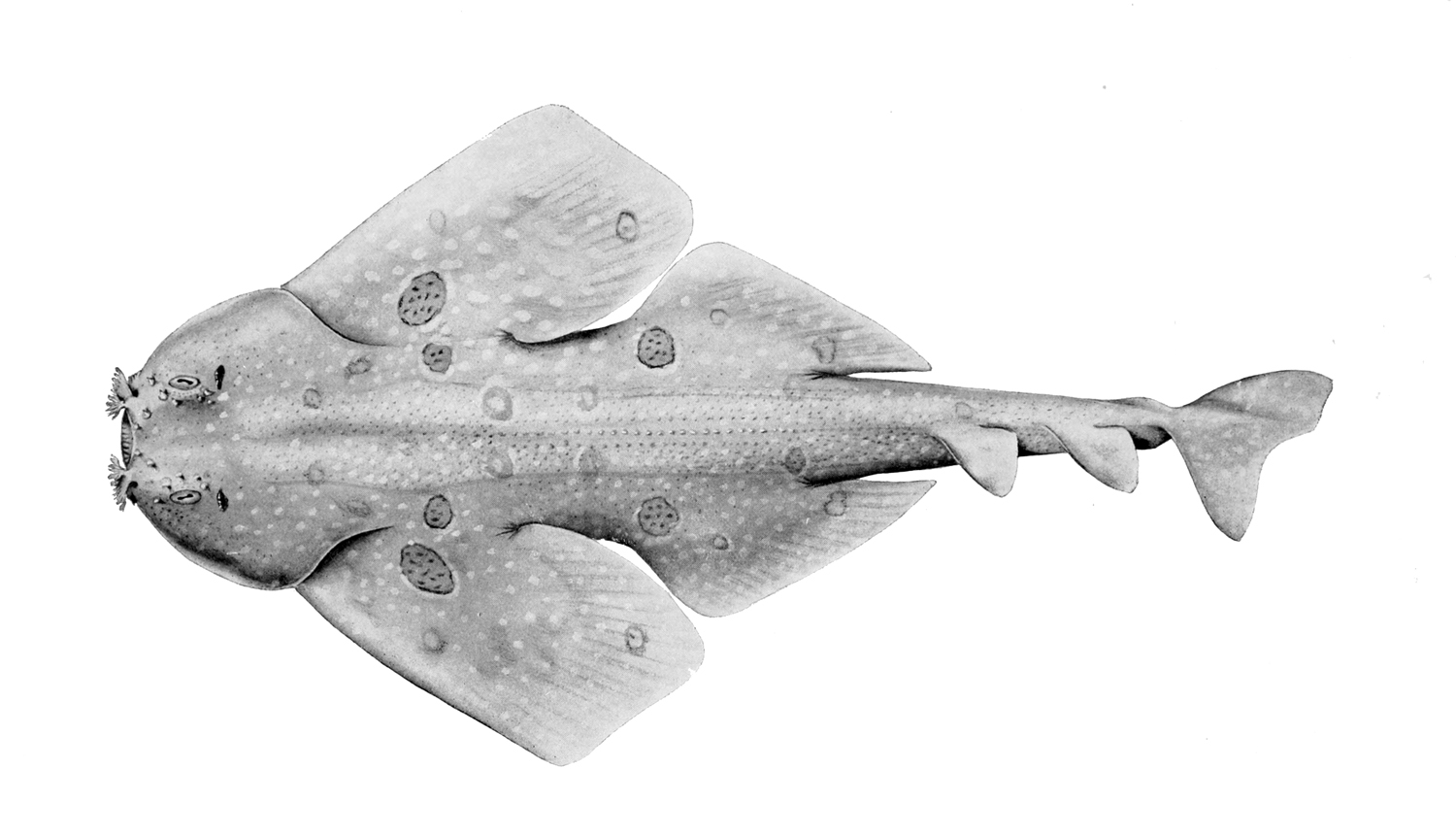
القرش الملاك

القرش الملاك أو ملاك البحر أو السِّقطين هي مجموعة من القروش التي تصنف في جنس السِّقطين  وتندرج ضمن فصيلة السِّقطينيات. عادةً ما تسكن في قيعان البحار الرملية على عمق 150م تقريباً.
صنف الاتحاد الدولي لحفظ الطبيعة العديد من فصائلها الآن على أنها معرضة للانقراض بشكل خطير. على الرغم من أن هذا الجنس كان في زمنٍ ما منتشراً على نطاق واسع من الشمال الشرقي للمحيط الأطلسي (في كلٍ من النرويج، السويد، المغرب، جزر الكناري) حتى البحر المتوسط والبحر الأسود، ولكن كنتيجة لضغط الصيد الهائل الحالي في المنطقة شوهد انخفاض ملحوظ في أعداد هذه القروش.
الأنواع الموجودة ضمن فصيلة السِّقطينيات لا تمتلك عادةً أجسام مسطحة وزعانف صدرية عريضة والتي تمنحها مظهر شبيه بسمك الشفنين ولكن قروش الملاك هي الوحيدة في فصيلتها التي تمتلك هذا المظهر. تتواجد في كافة أرجاء العالم في البحار الاستوائية والمعتدلة الحرارة ومعظمها تعيش في سطوح البحار المعتدلة أو الاستوائية، ولكن تقل أعداد هذه الفصائل بازدياد العمق الذي قد يصل إلى 1300م. قروش الملاك تسمى أحياناً بأ «سمك الراهب»، على الرغم من أن هذا الاسم يشير إلى أنواع أخرى من جنس lophius أو لوفيوس.
في الوقت الذي تحتل فيه بعض هذه الفصائل نطاق جغرافي واسع، فإن القسم الأكبر منها يشغل نطاق جغرافي أصغر.
صغر هذا النطاق الجغرافي قد يعود إلى سلوك هذه الأسماك فهي تعد من المفترسات التي تعتمد على الكمائن ويتطابق هذا مع كونها عادةً تجول في الأعماق بغرض الافتراس، لهذا هي نادراً ما تهاجر عبر المحيطات، وعلى الرغم من ذلك فقد تم تسجيل هجرات ساحلية واسعة النطاق لفصائل مثل السقطين المبذول.

## المظهر والبيولوجيا
بينما يكون القسم الأمامي من أجساد هذه القروش عريض ومسطح، تكون أقسامها الخلفية ذات مظهر عضلي شبيه بالشكل الذي تمتلكه معظم القروش، عيونها وفتحاتها التنفسية موجودة على قمتها، وتوجد شقوقها الخيشومية الخمس على ظهرها، وكلٌ من زعانفها الصدرية والحوضية كبيرة الحجم ومتوضعة أفقياً. لها زعنفتان خلفيتان، ولا تملك زعنفة شرجية كما هو الحال لدى أغلب القروش، القسم السفلي من الزعنفة الذيلية هو أكثر طولاً من القسم العلوي.
أغلب الأنواع قد يصل طولها إلى 1.5م وقرش الملاك الياباني يصل طوله إلى 2 م.
بعض قروش الملاك تمتلك تشوهات، منها تشوهات عظمية مثل انحناء العمود الفقري بشكل جانبي (ما يعرف بـ الجنف scoliosis)، أو الحدبة khyphosis ، أوانحناء العمود الفقري المحوري (البزخ lordosis). وبعضها قد يفقد إحدى الزعانف أو يمتلك زعنفة زائدة أو أنف مشوه وغيرها من التشوهات.
هذه التشوهات لم توجد سوى لدى عدد قليل من هذه القروش ووجد أن مسبباتها هي عدة عوامل قد تكون بسبب نظام غذائي غير متوازن أو بسبب عامل جيني أو تعرض هذا القرش إلى إصابة ما، أو عوامل طفيلية.
في عام 2015 تم العثور على قرشي ملاك وبعد فحصهما تبين أن كلا القرشين يعانيان من الجنف ويمتلكان حدبة في المنطقة التي تتوسط الزعنفتين الصدريتين، و لكن هذا التشوه لم يؤثر على قدرتهم على السباحة.
يعرف عن الجنف الذي يصيب العمود الفقري لهذه القروش بتنوعه، وغالبها كان لدى القروش الأوقيانوسية التي تعتمد على قدرتها على السباحة للقبض على فريستها، أما بالنسبة لقروش الملاك فقد وجد أن هذه الانحاءات في عمودها الفقري لا تؤثر على قدرتها على الصيد، إذ أنها تقوم بدفن نفسها تحت الرمال وتنصب كميناً لتصطاد فرائسها.
في الوقت الحالي تفترض الأبحاث أن معظم الإصابات الجسدية التي سجلتها هذه القروش قد سببتها أفعال بشرية وذلك نتيجة التدخل المستمر في المناطق الساحلية حبث يقيم هذا النوع من القروش؛ تم الإبلاغ عن العديد من الحوادث والتي قد نص بعضها على أنه خطو بشكل غير مقصود على صغار هذه القروش عندما كانت مختبئة تحت الرمال.
صيد قروش الملاك قد ازداد من منتصف الثمانينات وقد بلغ حوالي 1125 طن في عام 1986 ليصبح قرش الملاك هو فصيلة القروش الأكثر صيداً على الساحل الأمريكي الغربي لذلك العام.
تمتلك هذه القروش فكوك قابلة للتمدد والتي يمكن أن تفتح بسرعة نحو الأعلى لتمكنها من الإمساك بالفريسة كما أنها تملك أسنان طويلة مدببة؛ تقوم بدفن نفسها في الرمال منتظرة بصبر قدوم فريستها.
يتضمن غذاؤها الأسماك والقشريات وأنواع مختلفة من الرخويات، هي تتكاثر بالبيوض ولكنها تبقي هذه البيوض في أجسامها حتى تفقس، وتنتج كتلاً تضم حوالي 13 فرخاً. تولد الفراخ المتواجدة في المحيط الهادي بين شهري آذار «مارس» و حزيران «يونيو» في المياه العميقة عادةً في عمق يتراوح بين 50 وحتى 90 م لتؤمن لصغارها الحماية من الحيوانات المفترسة الأخرى.
تسكن قروش الملاك على أعماق بين 1 وحتى 200 م وفي القيعان الطينية أو الرملية حيث يمكنها التخفي منتظرة قدوم الغذاء، هذه المناطق تعد مثالية لها لوجود كلٍ من الحرارة المثالية والأوكسجين والملوحة ودرجات العمق .
أفراد فصيلة السِّقطينيات تمتلك أسلوب تخفي مميز، والذي يرتبط بشكل مباشر بطريقة تحصيلهم للغذاء، بالاستلقاء بسكون والانقضاض بسرعة على الفرائس المارة واستخدام الضغط المعاكس الذي يجبر هذه الفرائس على دخول أفواهها عندما تقوم بفتح فكيها بسرعة.

## السلوك
على الرغم من أن هذا القرش يحوم بالقرب من القاع ويبدو غير مؤذي إلا أنه قادر أن يسبب تمزقات مؤلمة عندما يتم استفزازه بفضل فكيه القويين وأسنانه الحادة، وقد يعض في حال الاقتراب من فمه أو الإمساك بذيله.
قرش الملاك يمتلك طريقة مميزة للتنفس إذا ما قورن مع غيره من السمك الذي يعيش في قاع البحار، فهو لا يقوم بقذف الماء عن طريق الفم والبلعوم كباقي السمك بل هو يستخدم الشقوق الحرشفية الخمسة الموجودة أسفل جسده ليضخ الماء نحو الخارج أثناء التنفس، وهذه الطريقة بالتنفس تساعده على الحفاظ على مخبأه من دون أن تتم ملاحظته.

## القيمة التجارية
قبل أواخر الثمانينيات تم اعتبار قرش الملاك من سمك الراهب، وقد كان منتجاً ثانوياً للشباك الخيشومية ولم يكن له قيمة تجارية واستخدم كطعم لـ سرطان البحر فقط.
في عام 1977 قام مايكل واغنر والذي عمل كمحلل لمعلومات السمك في سانتا باربرا كاليفورنيا وبالتعاون مع العديد من الصيادين والتجار المحليين بتأسيس قيمة تجارية وبالتالي سوق تجارية لقرش الملاك. كمية القروش التي تم اصطيادها في ذلك العام قدرت بما يساوي 147 كغ؛ و في عام 1985 تم تقديرها بما يعادل 90,000 قرش. انخفضت كثافة هذه القروش وأعدادها بشكل هائل ويتم تنظيمها في الوقت الحالي .
في عام 1991 تم حظر استخدام الشباك الخيشومية في المياه القريبة من ولاية كاليفورنيا، وتم تقييد الصيد في القسم الأكبر من النطاق الذي تشغله هذه القروش فقلت الأعداد التي يتم اصطيادها.
في نيسان «أبريل» من عام 2008 قدمت الحكومة البريطانية الحماية الكاملة لقرش الملاك بموجب قانون الحياة البرية والريف. تم تصنيف القرش الملاك الذي كان يعتبر وفيرًا في المحيط الأطلسي، على أنه «مهدد بالانقراض بشدة» في عام 2010.

## معرض صور

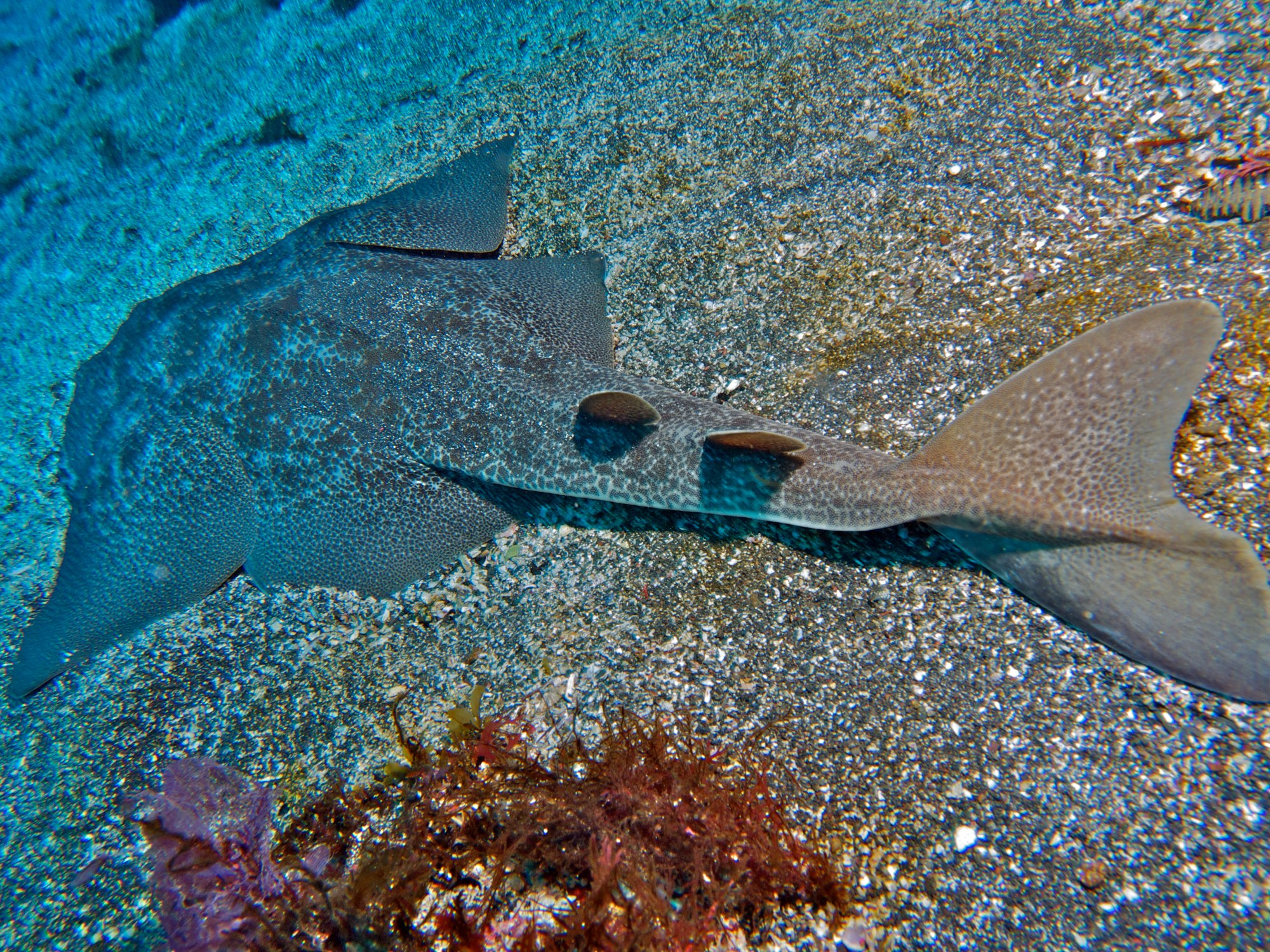
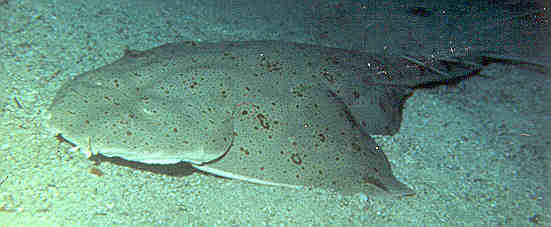
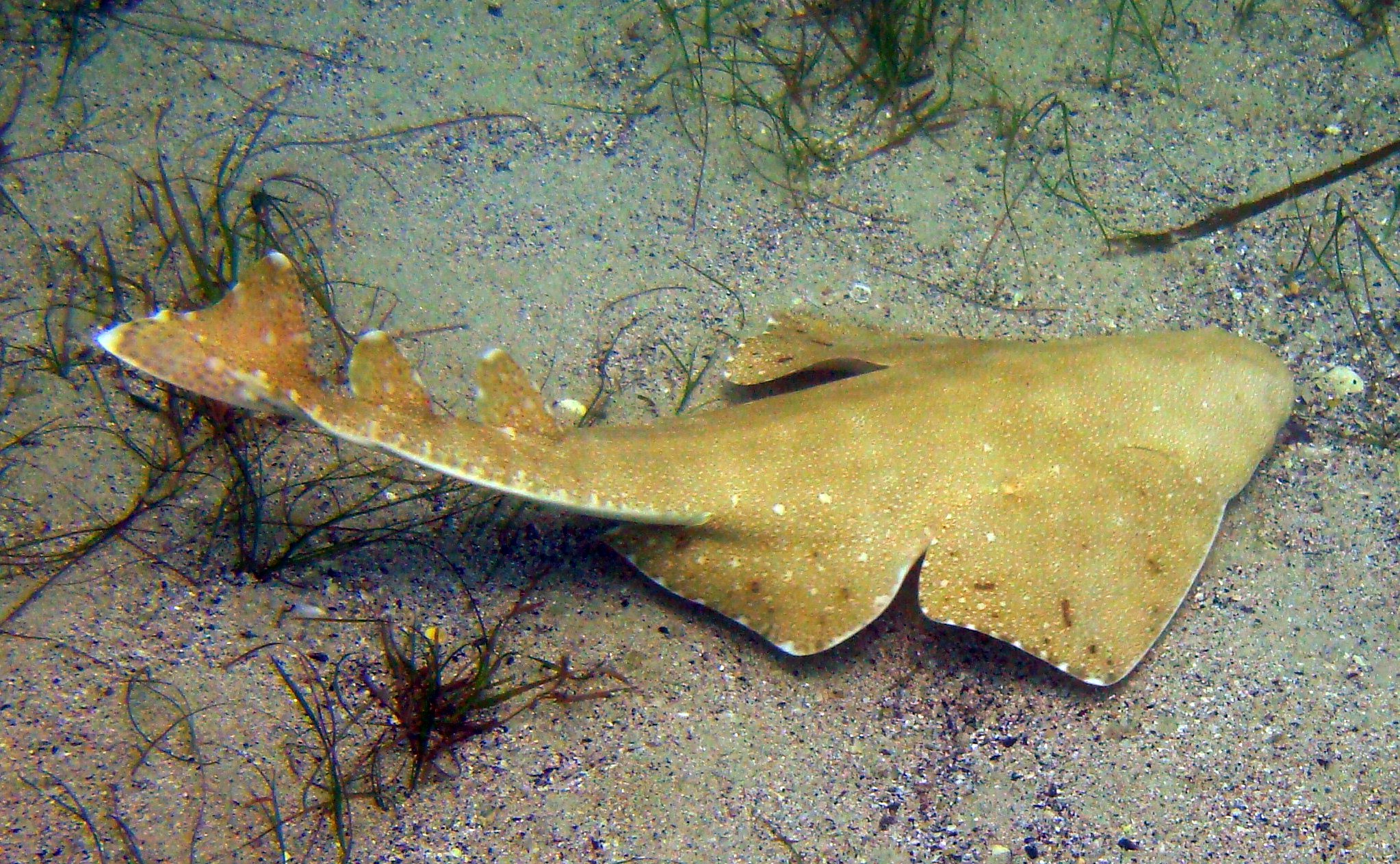
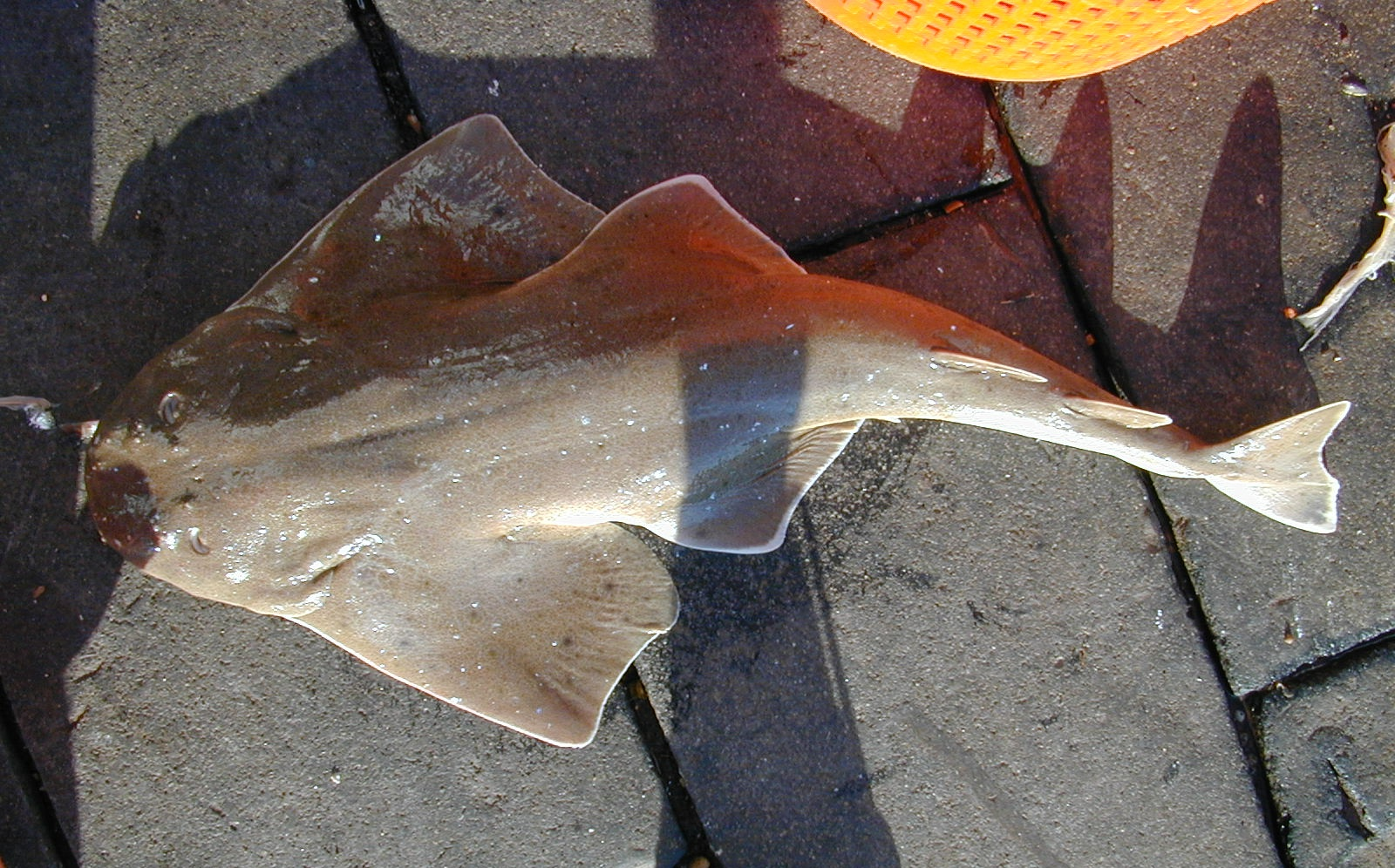
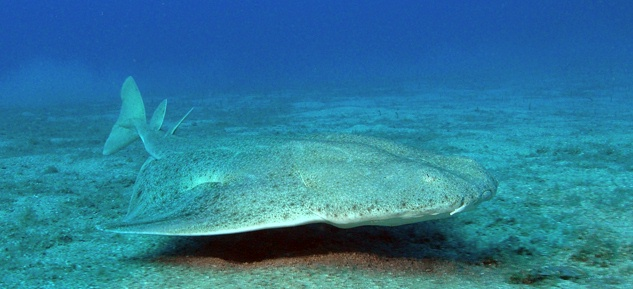

## وصلات خارجية
- OceanFootage Angel Shark Images and Video Clips
- Reefquest page on angel sharks
- Monterey Bay Aquarium page on Pacific angel shark
- http://www.elasmo-research.org/education/topics/d_checklist.htm (also a reference)